# 加布里埃爾斯 (紐約州)
加布里埃爾斯（英語：Gabriels）是位於美國紐約州富蘭克林縣的非建制地區。

## 歷史
加布里埃爾斯的郵局自1896年營運至今。

## 地理
加布里埃爾斯所處的海拔為高於海平面518米（即1699英呎），而該地所採用的時區為UTC-5，即北美东部时区（EST）。同時該地設有夏令時間，為UTC-5調快一小時，即UTC-4（EDT）。